# Ávrám Grant
Ávráhám „Ávrám” Grant (héber betűkkel אברהם "אברם" גרנט, izraeli angol átírással Avraham "Avram" Grant, Petah Tikva, 1955. május 4. –) izraeli labdarúgóedző.

## Pályafutása

### Izrael
Grant profi edzői pályafutása 18 éves korában kezdődött, 1972-ben, a helyi klubnál, a Hapóél Petah Tikvánál, mint ifiedző. 1986-ban, 14 év után lett a felnőttcsapat edzője. 1990-ben és 1991-ben két Toto-kupa-győzelemhez vezette csapatát, így a Hapóél Petah Tikvá közel 25 év után ismét az izraeli labdarúgás elitjéhez tartozott. Ezalatt az idő alatt a csapat rendszeresen a bajnoki címért harcolt a Slómó Sárf vezette Makkabi Haifa ellen. A Petah Tikvánál töltött utolsó szezonjában csapatával 3 nap alatt mind a bajnokságot, mind az izraeli nemzeti kupát elveszítette a Makkabi Haifa ellen.
A következő szezonban Grant a Makkabi Tel-Aviv edzője lett, első közös szezonjukban megnyerte a csapattal az izraeli bajnokságot, a Ligat háAlt. Az izraeli kupát egy elveszített döntő után 1994-ben sikerült elhódítaniuk, 1995-ben pedig ismét bajnokok lettek.
Ezután Grant a Hapóél Haifához ment, ahol csak a negyedik helyet szerezte meg a csapattal a bajnokságban. Grant 1996-ban visszatért a Makkabi Tel-Avivhoz, ahol egészen 2000-ig edzősködött, bár ez kevésbé volt sikeres, mint a korábbi a klubnál: csupán a Toto-kupát sikerült megnyerniük 1999-ben.
Grant 2000-ben lett a Makkabi Haifa menedzsere, ahol 2002-ig maradt. A klubbal bajnokságot nyert 2001-ben és 2002-ben, és Toto-kupát, szintén 2002-ben. 2001-ben a csapata a Bajnokok Ligája második selejtező körében játszott a finn Haka ellen.

### Izraeli válogatott
Miután 2002-ben elhagyta a Haifa csapatát, Grant lett az izraeli válogatott legfiatalabb szövetségi kapitánya. A válogatott a 2004-es Európa-bajnokság selejtezőjében az 1-es csoportba tartozott, viszont csak harmadikak lettek, így nem vehettek részt a bajnokságban Portugáliában.
A válogatott a 2006-os világbajnokságra sem jutott ki, Izrael a selejtezők során a csoportjában harmadikként végzett Franciaország és Svájc mögött.

### Chelsea FC

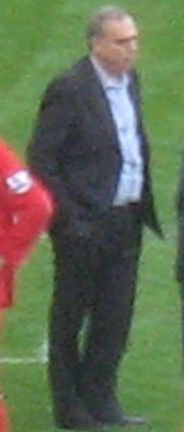
Grant a Chelsea-nél

Grant korábban sportigazgatóként tevékenykedett az angol klubnál, majd José Mourinho távozása után, 2007. szeptember 20-án lett a csapat menedzsere. Asszisztensei Steve Clarke és később Henk ten Cate lettek. Grant lett az első izraeli menedzser az angol labdarúgásban.
A Chelsea szurkolók nem fogadták szívesen a csapatnál; Mourinho-t követelték vissza, a mérkőzéseken "Mourinho - The Special One" feliratú zászlókat lengettek, és a korábbi edző nevét énekelték.
Grant első mérkőzése a csapatnál máris egy Manchester United elleni rangadó volt, három nappal pozíciója elfoglalása után, szeptember 24-én. A Chelsea 2–0-ra elvesztette a találkozót, ami fokozta a szurkolók nemtetszését. Viszont első Bajnokok Ligája mérkőzésén csapata idegenben nyert a Valencia ellen 2–1-re. Decemberig 16 veretlen meccset játszott a Chelsea, többek közt a Manchester City ellen egy 6–0-s mérkőzést, ami a csapat egyik legnagyobb győzelmének számít. A kezdeti feltételezések, hogy Grant elhagyja a klubot valótlannak bizonyultak, miután 2007 decemberében 4 éves szerződést írt alá.
2008 januárjában új játékosok, Nicolas Anelka a Bolton Wandererstől, Branislav Ivanović a Lokomotyiv Moszkvától és Franco Di Santo az Audax Italiano-tól érkeztek Grant csapatába.
Február 24-én a Chelsea ligakupa-döntőt játszott a Tottenham Hotspurrel; ez volt az első döntő Grant edzősége alatt. A csapat nem tudta megvédeni a tavaly elhódított kupát a Wembley Stadionban, 2–1-re veszítették el a mérkőzést, a győztes gólt a 30 perces hosszabbításban az ellenfél védője, Jonathan Woodgate fejelte be. Március 8-án a Barnsley-től kaptak ki az FA Kupában 1–0-ra, így ez a címvédés sem sikerült. Grant első nagy sikere azArsenal elleni 2–1-re megnyert mérkőzés volt, majd április 26-án a Manchester United-et győzték le 2–1-re Michael Ballack góljaival. Ezzel a csapatnak azonos pontszáma lett, mint az első helyen álló Manchesternek.

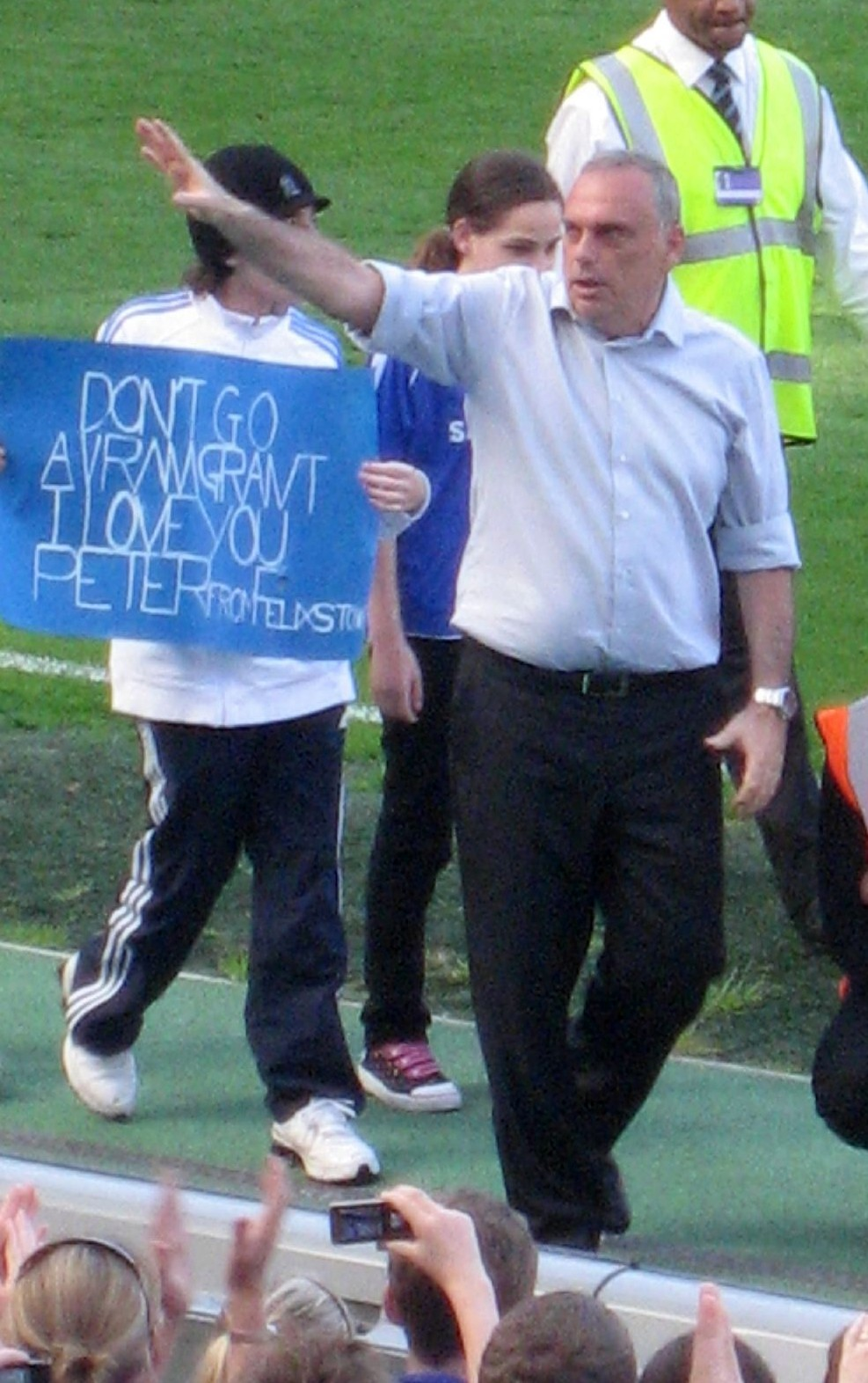
Grant a Bolton elleni mérkőzésen

2008. április 30-án Grantnak sikerült, ami eddig egy Chelsea menedzsernek sem: a Bajnokok Ligája döntőjébe vezette a csapatot, mikor az elődöntő visszavágóján hazai pályán győzték le a BL-ben a Chelsea mumusának számító Liverpoolt 3–2-re. A Chelsea 4–3-as összesítéssel jutott tovább. A döntőt Moszkvában, a Luzsnyiki Stadionban játszották 2008. május 21-én, ahol a Manchester Uniteddel rendes játékidőben 1-1-et játszott a Chelsea, de a büntetőpárbajban John Terry és Nicolas Anelka hibájának köszönhetően a Manchester-é lett a BL serleg. Grantot 2008. május 24-én menesztették a Chelsea kispadjáról.

## Magánélete
Grant nős, felesége az izraeli televíziós személyiség, Cofít Grant. Két gyermekük van, egy fiú és egy lány.
Grant édesapja, Méír Lengyelországban született, és a második világháború alatt Szibériába deportálták. Méír családtagjai közül a legtöbben a holokauszt áldozatai lettek. A Ligakupa-döntő előtt pár nappal volt Grant édesapjának 80. születésnapja, így Avrám jegyeket vett számára, hogy lássa fiát a Wembley Stadionban az első döntőjén Chelsea menedzserként. Grant azt nyilatkozta, Méír a legnagyobb példaképe, amiért 80 évesen, a holokauszt túlélése után is optimista.
2008. február 20-án a Chelsea közölte a sajtónak, hogy Grant antiszemita fenyegetést kapott. Az ismeretlen eredetű csomagban halálos méregnek leírt fehér por volt, a mellékelt levél egyik sorában pedig az, hogy Grant "lassú és fájdalmas halált fog halni".

## Statisztika
| Csapat             | Nemzet | -tól | -ig  | Rekord | Rekord | Rekord | Rekord | Rekord |
| Csapat             | Nemzet | -tól | -ig  | M      | Gy     | V      | D      | Gy %   |
| ------------------ | ------ | ---- | ---- | ------ | ------ | ------ | ------ | ------ |
| Hapóél Petah Tikvá | izrael | 1986 | 1991 |        |        |        |        |        |
| Makkabi Tel-Aviv   | izrael | 1991 | 1995 |        |        |        |        |        |
| Hapóél Haifa       | izrael | 1995 | 1996 | 30     | 19     | 4      | 7      | 63.3   |
| Makkabi Tel-Aviv   | izrael | 1996 | 2000 |        |        |        |        |        |
| Makkabi Haifa      | izrael | 2000 | 2002 | 71     | 46     | 6      | 19     | 64.8   |
| Izrael             | izrael | 2002 | 2005 | 33     | 14     | 6      | 13     | 42.4   |
| Chelsea            | angol  | 2007 | 2008 | 37     | 26     | 2      | 8      | 70.3   |
| Portsmouth FC      | angol  | 2009 | 2010 | 33     | 10     | 7      | 16     | 30.30  |
| West Ham United    | angol  | 2010 |      | 0      | 0      | 0      | 0      | 0.00   |

## Sikerei
Hapóél Petah Tikvá
- Toto-kupa (2): 1989/90; 1990/91

Makkabi Tel-Aviv
- Ligat háAl (bajnokság): 1991/92; 1994/95
- Izraeli kupa: 1993/94
- Toto-kupa (2): 1992/93; 1998/99

Makkabi Haifa
- Ligat háAl (bajnokság): 2000/01; 2001/02
- Toto-kupa: 2001/02

Chelsea
- Premier League ezüstérmes: 2007/08
- Ligakupa ezüstérmes: 2007/08
- Bajnokok Ligája ezüstérmes: 2007/08

Portsmouth
- FA-kupa ezüstérmes: 2009/10

FK Partizan
- Szerb bajnokság: 2011–12